# Organic (empresa)
Organic, Inc. es una agencia de publicidad interactiva con sede en la ciudad de Nueva York con oficinas adicionales en Detroit, Los Ángeles y San Francisco y forma parte de Omnicom Group.

## Historia
Una de las agencias interactivas originales, Organic fue fundada por Jonathan Nelson, Brian Behlendorf, Cliff Skolnick y Matthew Nelson en 1993.
La empresa desarrolló el producto de software que se convirtió en la empresa analítica web Accrue.
La empresa completó una oferta pública inicial en febrero de 2000 bajo la clave de pizarra OGNC, pero al igual que muchas empresas de las puntocom, se vio afectada negativamente cuando la burbuja de las puntocom estalló y redujo drásticamente su tamaño. Fue reprivatizada en 2001 y, en 2003, se convirtió en una subsidiaria de propiedad total de la sociedad de cartera de publicidad Omnicom Group.

## Inteligencia de mercado
La empresa utiliza un conjunto patentado de herramientas de análisis para pronosticar las ventas futuras. Un cliente de este servicio fue Chrysler.

## Trabajo notable
Entre sus trabajos destacables se encuentra el lanzamiento, en la primavera de 2010, de la campaña “Break the Cycle”, un lanzamiento de CPG para la marca "U by Kotex" construida alrededor de las redes sociales.
La firma también trabajó con The Meth Project que incluía componentes de televisión, radio, fuera del hogar, sociales y digitales, incluida una experiencia inmersiva en línea en www.MethProject.org en un esfuerzo por contrarrestar la adicción a la metanfetamina.